# العلاقات المالطية الموزمبيقية
العلاقات المالطية الموزمبيقية هي العلاقات الثنائية التي تجمع بين مالطا وموزمبيق.

## مقارنة بين البلدين
هذه مقارنة عامة ومرجعية للدولتين:
| وجه المقارنة                                              | مالطا                                                     | موزمبيق          |
| --------------------------------------------------------- | --------------------------------------------------------- | ---------------- |
| المساحة (كم2)                                             | 316                                                       | 801.59 ألف       |
| عدد السكان (نسمة)                                         | 465.29 ألف                                                | 29.67 مليون      |
| الكثافة السكانية (ن./كم²)                                 | 147.24 ألف                                                | 37.01            |
| العاصمة                                                   | فاليتا                                                    | مابوتو           |
| اللغة الرسمية                                             | اللغة المالطية، لغة إنجليزية                              | اللغة البرتغالية |
| العملة                                                    | يورو، ليرة مالطية                                         | متكال موزمبيقي   |
| الناتج المحلي الإجمالي (بليون دولار)                      | 12.54 مليار                                               | 12.33 مليار      |
| الناتج المحلي الإجمالي (تعادل القوة الشرائية) بليون دولار | 14.68 مليار                                               | 33.35 مليار      |
| الناتج المحلي الإجمالي الاسمي للفرد دولار أمريكي          | 22.60 ألف                                                 | 529              |
| الناتج المحلي الإجمالي للفرد دولار أمريكي                 |                                                           | 1.13 ألف         |
| مؤشر التنمية البشرية                                      | 0.839                                                     | 0.416            |
| رمز المكالمات الدولي                                      | +356                                                      | +258             |
| رمز الإنترنت                                              | .mt                                                       | .mz              |
| المنطقة الزمنية                                           | توقيت وسط أوروبا، ت ع م+01:00، ت ع م+02:00، أوروبا/مالطا ‏ | ت ع م+02:00      |

## منظمات دولية مشتركة
يشترك البلدان في عضوية مجموعة من المنظمات الدولية، منها:
| علم المنظمة | اسم المنظمة                               | تاريخ انضمام مالطا | تاريخ انضمام موزمبيق |
| ----------- | ----------------------------------------- | ------------------ | -------------------- |
|             | الاتحاد البريدي العالمي                   | ?                  | ?                    |
|             | دول الكومنولث                             | ?                  | 1995                 |
|             | منظمة التجارة العالمية                    | ?                  | ?                    |
|             | الأمم المتحدة                             | 1 ديسمبر 1964      | 16 سبتمبر 1975       |
|             | منظمة حظر الأسلحة الكيميائية              | ?                  | ?                    |
|             | وكالة ضمان الاستثمار متعدد الأطراف        | 12 سبتمبر 1990     | 23 نوفمبر 1994       |
|             | منظمة الشرطة الجنائية الدولية             | ?                  | ?                    |
|             | مؤسسة التمويل الدولية                     | 1 يونيو 2005       | 24 سبتمبر 1984       |
|             | المنظمة الهيدروغرافية الدولية             | ?                  | ?                    |
|             | الاتحاد الدولي للاتصالات                  | 1965               | 4 نوفمبر 1975        |
|             | البنك الدولي للإنشاء والتعمير             | 26 سبتمبر 1983     | 24 سبتمبر 1984       |
|             | المركز الدولي لتسوية المنازعات الاستشارية | 3 ديسمبر 2003      | 7 يوليو 1995         |
|             | يونسكو                                    | 10 فبراير 1965     | 11 أكتوبر 1976       |

## وصلات خارجية
- موقع وزارة الخارجية المالطية
- موقع وزارة الخارجية الموزمبيقية